# 15030 Matthewkroll
15030 Matthewkroll è un asteroide della fascia principale. Scoperto nel 1998, presenta un'orbita caratterizzata da un semiasse maggiore pari a 2,6189318 au e da un'eccentricità di 0,1621260, inclinata di 1,79815° rispetto all'eclittica.
L'asteroide è dedicato allo studente statunitense Matthew Jay Kroll.